# Schiedea pentandra
Schiedea pentandra är en nejlikväxtart som beskrevs av Warren Lambert Wagner och E.M. Harris. Schiedea pentandra ingår i släktet Schiedea och familjen nejlikväxter. Inga underarter finns listade i Catalogue of Life.